# 名偵探皮卡丘
《名偵探皮卡丘》是一款由Creatures開發的冒險遊戲，由精靈寶可夢公司發布于任天堂3DS平台上，為《寶可夢》系列的衍生作品。在本作中，玩家可於皮卡丘進行互動並解決各種懸疑事件。
於2019年5月29日「Pokémon事業戰略發表會2019」中提及將有續作，並會登陸任天堂Switch平台。

## 故事
著名私家偵探哈利·古德曼因某件案件而離奇失蹤，其兒子提姆為尋找尋父親下落而來到人類與寶可夢和平共存的萊姆市。並與在其父住所中遇見一隻失憶且只有自己才能聽懂其表達內容的前寶可夢搭檔皮卡丘一同合作，展開尋找哈利的冒險旅程……

## 發行
2016年2月3日，日本任天堂eShop發行的《名偵探皮卡丘 ～新搭檔誕生～》
2018年3月23日，本作的加强版《名偵探皮卡丘》在全球區域发售，該版本追加大量新要素，並添加对Amiibo的支持和繁简中文語言。
根據4Gamer.net統計，本作在日本發售首週時的銷售總量為42,013套。

## 改編電影
2016年7月20日，在電影《波爾凱尼恩與機關人偶 瑪機雅娜》上映四天後，美國電影公司傳奇影業宣布，他們已經獲得了該遊戲的真人電影改編權，並預定於2017年開始製作。同年，據報導，艾力克斯·赫希和妮可·帕爾曼將會負責撰寫劇本。狄恩·伊斯拉利特、勞勃·羅里葛茲和提姆·米勒都正在會談擔任導演。該片在日本由東寶負責發行，而環球影業則負責日本以外的地區發行。2016年11月30日，據Deadline報導，傳奇影業選擇了羅勃·萊特曼來執導該片的製作。
2017年10月15日，公司宣布影片拍攝計畫將於2018年1月開始。隔月，賈斯提斯·史密斯將飾演人類的角色。凱瑟琳·紐頓則擔任女主角出演。
2017年12月6日，萊恩·雷諾斯將飾演皮卡丘（包括動作捕捉和配音）；此外，該角色也曾考慮让巨石強森、馬克·華伯格和休·傑克曼來飾演。
2018年1月19日，渡邊謙也將加入此演出。
環球影業將該片的美國上映時間定於2019年5月10日。但因為各種原因，電影在日本以外地區的發行權最終轉交至華納兄弟影業手中。

## 后续
2023年6月播出的任天堂夏季直面会上，任天堂正式公布了本作的续作《名偵探皮卡丘 閃電回歸》，於2023年10月6日在任天堂Switch平台上发售。

## 外部連結
- 官方网站（日語）